# Tamás Malatinszky
Tamás Malatinszky (ur. 21 sierpnia 1974) – węgierski strongman.
Mistrz Węgier Strongman w roku 2007.

## Życiorys
Tamás Malatinszky zadebiutował w zawodach siłaczy w 2002 r.
Mieszka w mieście Segedyn.
Wymiary:
- wzrost 196 cm
- waga 135 – 145 kg

## Osiągnięcia strongman
- 2003
  - 7. miejsce - Mistrzostwa Węgier Strongman
- 2004
  - 4. miejsce - Mistrzostwa Węgier Strongman
- 2005
  - 2. miejsce - Mistrzostwa Węgier Strongman
  - 7. miejsce - Grand Prix IFSA Strongman 2005
- 2007
  - 1. miejsce - Mistrzostwa Węgier Strongman
- 2008
  - 12. miejsce - Liga Mistrzów Strongman 2008: Ryga
  - 2. miejsce - Mistrzostwa Węgier Strongman
- 2009
  - 4. miejsce - Mistrzostwa USA Strongman 2009